# طواف عمان 2014
طواف عمان 2014 هو سباق دراجات هوائية، وهو الموسم رقم 5 من طواف عمان، وأقيم خلال الفترة من 18 فبراير 2014، وحتى 23 فبراير 2014، وامتدّ لمسافة 915.5 كيلومتر ضمن سباقات طواف آسيا للدراجات 2013–14.
فاز  بالمركز الأول كريس فروم، وبالمركز الثاني تجي فان جارد إرين، وبالمركز الثالث ريغوبيرتو أوران، وفاز أندريه جريبيل في ترتيب النقاط، وكان الفائز حسب النقاط للشباب رومان بارديه، والفائز في تصنيف القتال Preben Van Hecke ‏.

## الفائزون
| الترتيب      | الفائز            |
| ------------ | ----------------- |
| الفائز       | كريس فروم         |
| الثاني       | تجي فان جارد إرين |
| الثالث       | ريغوبيرتو أوران   |
| حسب النقاط   | أندريه جريبيل     |
| أفضل شاب     | رومان بارديه      |
| تصنيف القتال | Preben Van Hecke ‏ |
| الفريق       | سكاي              |

## وصلات خارجية
- الموقع الرسمي
- لمحة عن سباق طواف عمان 2014 على موقع  ProCyclingStats   (برو  سايكلنج  ستاتس) - إحصاءات  محترفي  الدراجات.

- طواف عمان 2014 على موقع إحصائيات الدراجات الإحترافية (الإنجليزية)